# 要約 (特許法)
特許制度において、要約（ようやく、abstract）は、特許出願に必要とされる文書の一つであって、特許出願の明細書、請求の範囲および図面の内容の概要をまとめたものである。

## 概要
同じく特許出願に必要とされる文書である明細書、請求の範囲および図面とは異なって、要約は特許権の範囲を定めるときに参照されない。要約は、特許出願または特許を公開する文献（特許文献）を公衆にとって利用しやすいものとするために存在する。
各国の官庁、欧州特許庁、世界知的所有権機関などは、特許出願または特許の内容を公報に掲載して公開している。一特許出願または一特許を掲載するページの最初のページ（フロントページ）には、その特許出願または特許の書誌事項（出願番号、出願日、出願人、発明者、特許分類の記号など）とともに、要約（および発明の特徴を最もよく表している図面）が掲載される。したがって、特許文献の利用者は、まずフロントページを見て、その文献の内容の概要を知ることができる。
要約は、明細書、請求の範囲および図面と同様に、特許の出願人が作成して提出する。ただし、要約は出願を受け付けた官庁によって編集されて公報に掲載されることがある。特に、長い要約は、公報フロントページの限られたスペースに掲載するために短縮される。これに対して、明細書、請求の範囲および図面は特許権の範囲を定めるために参照されるため、出願を受け付けた官庁によって改変されることは一切ない。

## 日本
日本の特許法では、1990年12月1日以降の特許出願について、要約書の添付が求められている（特許法第36条第2項）。出願公開の時および特許権の設定登録後に発行される公報には、要約書の内容が掲載される（第64条第2項、第66条第3項）。ただし、公報に掲載された要約は、特許庁長官により編集されたものかもしれない（第64条第3項、第66条第4項）。特許発明の技術的範囲を定めるにあたっては要約書の記載は考慮されない（第70条第3項）。

### 書式
要約書に記載する要約は、400字以内とされている（特許法施行規則様式第31の備考）。
要約書には、明細書、特許請求の範囲又は図面に記載した発明の概要その他経済産業省令で定める事項を記載しなければならない（特許法三十六条７項）。しかし要約書は明細書の内容の把握の助けとするに過ぎず、特許発明の技術的範囲の確定には考慮できない（特許法七十条）。

要約書は、以下の様式（様式第三十一）により作成しなければならない（特許法施行規則第二十五条の三）

### 補正
経済産業省令で定める期間内に限り、願書に添付した要約書について補正をすることができる（特許法十七条の三）。願書に添付して提出した要約書の補正は、その出願の出願日（優先日、原出願の出願日）から1年3月以内に限ってすることができる（第17条の3、第184条の12第3項）。ただし、出願人が出願公開を請求したときは、それ以後要約書の補正はできない。

## 特許協力条約
特許協力条約に基づく国際出願には、願書、明細書、請求の範囲および必要な図面とともに、要約が必要である（条約第3条 (2)）。要約は技術情報としてのみ用いられ、発明の保護の範囲を解釈するためには考慮されない（条約第3条 (3)）。
要約は、国際出願日に影響を与えることなく後日補充することができる。ただし、受理官庁による補充の求めに出願人が応じないと、国際出願は取り下げたものとみなされる（条約第14条 (1) (b)）。国際調査期間が要約を作成または修正することがある（規則38.2 (a)）。
要約は国際公開の表紙（フロントページ）に掲載される（規則48.2 (b)）。英語以外の言語による国際公開では、世界知的所有権機関の国際事務局が翻訳した要約の英語訳も掲載される（規則48.3 (c)）。要約の分量は英語で50語から150語が適切とされる（規則8.1 (b)）。